# Woiwodschaft Tarnów
Die Woiwodschaft Tarnów (polnisch: Województwo tarnowskie) war in den Jahren 1975 bis 1998 eine polnische Verwaltungseinheit mit einer Fläche von 4151 km², die im Zuge einer Gebietsreform in der heutigen Woiwodschaft Kleinpolen aufging. Ihre Hauptstadt war Tarnów.
Bedeutende Städte waren (Einwohnerzahl am 31. Dezember 1998):
- Tarnów (121.494)
- Dębica (49.107)
- Bochnia (29.887)
- Brzesko (17.859)
- Dąbrowa Tarnowska (11.178)